# Stráž nad Nisou
Stráž nad Nisou är en ort i Tjeckien. Den ligger i den norra delen av landet, 90 km nordost om huvudstaden Prag. Stráž nad Nisou ligger 362 meter över havet och antalet invånare är 1 877.
Terrängen runt Stráž nad Nisou är kuperad åt sydost, men åt nordväst är den platt. Stráž nad Nisou ligger nere i en dal.Runt Stráž nad Nisou är det tätbefolkat, med 659 invånare per kvadratkilometer. Närmaste större samhälle är Liberec, 3,4 km sydost om Stráž nad Nisou. Omgivningarna runt Stráž nad Nisou är en mosaik av jordbruksmark och naturlig växtlighet.